# Lijst van musea in het Verenigd Koninkrijk
Hieronder volgt een lijst van musea in het Verenigd Koninkrijk:
(gesorteerd op vestigingsplaats)

## Engeland

### Beaulieu (Hampshire)
- National Motor Museum

### Liverpool
- Tate Liverpool

### Londen
- British Museum
- London Transport Museum
- Natural History Museum
- Tower of London
- National Gallery
- National Portrait Gallery
- Tate Britain
- Tate Modern
- Science Museum
- Victoria and Albert Museum
- Sir John Soane's Museum

### St. Ives
- Barbara Hepworth Museum and Sculpture Garden
- Tate St Ives

## Schotland

### Edinburgh
- Dean Gallery
- Museum of Scotland
- Royal Museum
- Royal Scottish Academy
- National Gallery of Scotland
- Scottish National Portrait Gallery
- Scottish National Gallery of Modern Art

## Wales
- National Museum Wales